# Kaisborstel
Kaisborstel település Németországban, Schleswig-Holstein tartományban. Lakosainak száma 74 fő (2023. december 31.).

## Népesség
A település népességének változása:
| Lakosok száma | 72   | 78   | 75   | 69   | 64   | 74   |
|               | 1975 | 2017 | 2019 | 2021 | 2022 | 2023 |